# High Coast Art Valley
High Coast Art Valley är ett konststråk i Höga Kusten som sträcker sig från Ulvöarna i skärgården och upp längs Nätraälvens dalgång.
Här finns ett 30-tal konstverk utplacerade i naturen, parker, kulturområden eller i samhällen. Nätterlunds minnesfond ansvarar för att placera ut konsten.
I High Coast Art Valley finns även Herrgårdsparken, en natur- och konstpark.

## Konstverken[3]
- Arch, Claes Hake
- Arkeologiskt fynd 13 och 14, Lena Flodman
- Blixt, Anna Stake
- Byst av Jonas Nätterlund, Eva Berglund
- Dinosaur juice, Linda Bäckström
- Farkost, Urban Norman
- Hare, Antti Savela
- Hemmavid, Mikael Arvidsson
- Himmesförsök och hund, Mats Caldeborg
- Hembygd, Knutte Wester
- Kalejdoskop, Mikael Richter
- Klackspark med skruv, Ulf Jon Hörnfeldt
- Konstsoffor, Tomas Skimutis
- Kottkor, Kajsa Mattas
- Libjiesbåaloe, Helena Byström
- Lilla elefanten drömmer, Torsten Renqvist
- Längs mellanrum, Lisa Gerdin
- Med näsan mot iskanten, Catrin Andersson
- Natursceneri 1, Jörgen Nilsson
- Näskom, Iréne Westman
- Plommonet, Hans Hedberg (-1900
- Skidåkerskan, Jörgen Nilsson
- Skräddaren en vän i viken, Johan Viking
- Strömmingen och vargen, Anders Jansson
- SUN-SET, Karin Ögren
- Tjurplankan, Arne Falang
- Två bryggor, skatten finns där de två möts, Monika Gora
- Våg, Dag A Birkeland
- Vågrörelser, Mats Olofgörs
- Välkomstportal, Marianne Degerman